# Editorial Gredos
Pour les articles homonymes, voir Gredos.
Editorial Gredos est une maison d'édition espagnole fondée en 1944 et basée à Madrid. Elle est spécialisée dans la publication de livres liés à la philologie hispanique (collection filología hispánica), la littérature classique espagnole (Biblioteca Clásica) ou au monde gréco-romain.
Elle a reçu du ministère de la Culture et de l'Éducation espagnol le « Prix national au meilleur travail éditorial culturel » (« Premio Nacional a la mejor labor editorial Cultural ») en reconnaissance de toute son œuvre, et plus récemment la Société espagnole d'études classiques lui a décerné le « Prix à la promotion et diffusion des études classiques » (« Premio a la Promoción y Difusión de los Estudios Clásicos »),.
Son fonds éditorial inclut un catalogue d'œuvres académiques et de référence d'environ 1 400 titres. Parmi les plus prestigieux, on peut citer les dictionnaires de Joan Coromines ou le Diccionario de uso del español de María Moliner.
Son directeur est José Manuel Martos Carrasco. En 2006, Gredos a été racheté par le groupe RBA.

## Collections
- Biblioteca de Grandes Pensadores
- Biblioteca Básica Gredos
- Biblioteca Clásica Gredos
- Biblioteca de la nueva cultura
- Diccionarios
- Escuela lacaniana de psicoanálisis
- Grandes obras de la cultura
- Mente, salud, sociedad
- Nueva Biblioteca Románica Hispánica
- Varios